# 1998年の日本シリーズ
1998年の日本シリーズ（1998ねんのにっぽんシリーズ、1998ねんのにほんシリーズ）は、1998年10月18日から10月26日まで行われたセ・リーグ優勝チームの横浜ベイスターズと、パ・リーグ優勝チームの西武ライオンズによるプロ野球日本選手権シリーズ試合である。

## 概要
パ・リーグは東尾修監督率いる西武ライオンズ、セ・リーグは権藤博監督率いる横浜ベイスターズの対戦となった。下馬評は西武が有利と予想されたが、横浜が4勝2敗で勝利し、大洋ホエールズ時代の1960年以来38年ぶりの2度目の日本一となった。
両球団の日本シリーズは史上初であり（西武は福岡時代も大洋→横浜と対戦したことがない）、史上11回目の関東地方同士の日本シリーズとなったが、東京都以外の関東地方同士の組み合わせは史上初となった。
「マシンガン打線」と呼ばれる攻撃陣と「中継ぎローテーション」と呼ばれた中継ぎ陣、そして「ハマの大魔神」こと佐々木主浩が最後に控える投手陣、機動力で西武をリードした横浜が圧倒した。敗れた西武は、横浜の勢いを止めることができなかった。本シリーズではいずれの試合も先制点をあげたチームの勝利となり、試合途中の逆転もなく淡白な試合が多かったとも言える。西武の守備走塁コーチの伊原春樹は「横浜は西武より成熟したチームだったと言える。西武の敗因はマシンガン打線を調子に乗せてしまったことだろう。」と述べている。シリーズMVPは打率.480、8打点の鈴木尚典。
両チームが予告先発を行った、また投手出身の監督同士のシリーズとしても位置づけられる。
20世紀内での日本シリーズでの同一リーグの連覇は、この年で最後となった。

## 試合結果
| 日付                                    | 試合   | ビジター球団（先攻） | スコア   | ホーム球団（後攻） | 開催球場       |
| --------------------------------------- | ------ | -------------------- | -------- | ------------------ | -------------- |
| 10月17日（土）                          | 第1戦  | 雨天中止             | 雨天中止 | 雨天中止           | 横浜スタジアム |
| 10月18日（日）                          | 第1戦  | 西武ライオンズ       | 4 - 9    | 横浜ベイスターズ   | 横浜スタジアム |
| 10月19日（月）                          | 第2戦  | 西武ライオンズ       | 0 - 4    | 横浜ベイスターズ   | 横浜スタジアム |
| 10月20日（火）                          | 移動日 | 移動日               | 移動日   | 移動日             | 移動日         |
| 10月21日（水）                          | 第3戦  | 雨天中止             | 雨天中止 | 雨天中止           | 西武ドーム     |
| 10月22日（木）                          | 第3戦  | 横浜ベイスターズ     | 2 - 7    | 西武ライオンズ     | 西武ドーム     |
| 10月23日（金）                          | 第4戦  | 横浜ベイスターズ     | 2 - 4    | 西武ライオンズ     | 西武ドーム     |
| 10月24日（土）                          | 第5戦  | 横浜ベイスターズ     | 17 - 5   | 西武ライオンズ     | 西武ドーム     |
| 10月25日（日）                          | 移動日 | 移動日               | 移動日   | 移動日             | 移動日         |
| 10月26日（月）                          | 第6戦  | 西武ライオンズ       | 1 - 2    | 横浜ベイスターズ   | 横浜スタジアム |
| 優勝：横浜ベイスターズ（38年ぶり2回目） |        |                      |          |                    |                |

### 第1戦
第1戦は10月17日（土）開催の予定だったが、雨で1日順延された。
10月18日（日）　横浜スタジアム（試合開始 18:40～）　入場者29,025人
- 国歌斉唱 松山千春
- 始球式 高秀秀信横浜市長（当時）

|      | 1 | 2 | 3 | 4 | 5 | 6 | 7 | 8 | 9 | R | H  | E |
| ---- | - | - | - | - | - | - | - | - | - | - | -- | - |
| 西武 | 0 | 0 | 0 | 0 | 0 | 2 | 2 | 0 | 0 | 4 | 9  | 3 |
| 横浜 | 1 | 0 | 3 | 3 | 0 | 1 | 0 | 1 | X | 9 | 14 | 0 |

1. 西：西口、竹下、森、杉山、デニー、橋本 - 伊東、中嶋
2. 横：野村、阿波野、佐々木 - 谷繁
3. 勝利：野村（1勝）
4. 敗戦：西口（1敗）
5. 本塁打
西：髙木大1号2ラン（6回・野村）
6. 審判
［球審］友寄
［塁審］永見・井野・山本隆
［外審］谷・五十嵐
7. 試合時間：3時間30分

横浜は野村弘樹、西武は西口文也が先発。西武は1回表、髙木大成が左前打で出塁し、二盗を仕掛けるも失敗。横浜の一番打者・石井琢朗の試合開始直後のセーフティバントと2盗塁が特にあげられる。石井琢は第1打席で出塁して次打者の波留敏夫の3球目に二盗を成功させ、鈴木尚典の安打で先制のホームを踏んだ。伊原は「シリーズの流れをつくったといわれる言われる石井琢のセーフティーバント。もちろん、こちらも警戒していたが、相手が一枚上だった。この年、2年連続最多勝利、最多奪三振に輝いた西口のボールを打つ自信がなかった。そんな中で西口を研究し、思い切り投げたあと右足が少し一塁方向へクロスすることに着目。三塁方向への返球反応が遅れるだろうということだ。仮にアウトになっても、こういう攻め方もあると見せるだけでプラスになる。さらに、前日の雨で人工芝が濡れていた。三塁は守備がそこまで巧みではない鈴木健だ。あらゆることを計算した上でのセーフティーバントだった。西口はクイックがしっかり投げられる投手だ。3回も私がベンチから「走ってくるぞ」と声を出したが、普通に投げるだけだった。試合後、私は西口を呼んだ。「クイックをしなかったじゃないが、どうしたんだ。」と切り出すと、西口は「すみません。」と謝罪し、言葉を続けた。「誰にも言わなかったですけど、バスに長時間乗って腰が痛くなってしまったんです。」、この瞬間、私はシリーズの負けを覚悟した。鈴木尚もシリーズ終了後のインタビューで「僕は緊張していたんですけど、石井さんのセーフティーバントと盗塁で落ち着きました。二死ランナーなしだったらどういう結果になっていたから分からなかったですけど、一死ランナー二塁で、石井さんが二塁にいてくれたことで、さらに集中できたんですよ。ヒットを打ててホームにかえってきてもらって1点入った。あれで僕は勢いに乗って、いい方向に行けましたね。」と答えている。さらに横浜は3回、石井琢が四球で出塁、二盗すると波留もヒットで続き無死1・3塁とすると、鈴木尚、ロバート・ローズの2連続適時打などで3点を追加した。4回には無死1・3塁から波留が適時打、さらに西武に失策、暴投といったミスが重なってさらに3点を追加した。西武も髙木大の2点本塁打などで4点を返すものの、横浜が1勝した。
なお、横浜の佐々木はこの試合、8回二死から登板し1回1/3を無失点に抑えたがシリーズ直前に高熱を出し、シリーズ期間中本調子に戻らなかったという。西武は8回二死二塁一塁で代打・高木浩之の2球目にダブルスチールを敢行したが、高めに外れた投球を捕球した捕手の谷繁元信に三塁で髙木大が刺された。
公式記録関係（日本野球機構ページ）

### 第2戦
10月19日（月）　横浜スタジアム（試合開始 18:40～）　入場者29,076人
|      | 1 | 2 | 3 | 4 | 5 | 6 | 7 | 8 | 9 | R | H | E |
| ---- | - | - | - | - | - | - | - | - | - | - | - | - |
| 西武 | 0 | 0 | 0 | 0 | 0 | 0 | 0 | 0 | 0 | 0 | 3 | 0 |
| 横浜 | 1 | 0 | 0 | 0 | 2 | 0 | 1 | 0 | X | 4 | 9 | 1 |

1. 西：豊田、杉山、石井、竹下 - 伊東、和田
2. 横：斎藤隆 - 谷繁
3. 勝利：斎藤隆（1勝）
4. 敗戦：豊田（1敗）
5. 本塁打
横：石井琢1号ソロ（5回・豊田）
6. 審判
［球審］五十嵐
［塁審］谷・永見・井野
［外審］藤本・小林毅
7. 試合時間：3時間8分

横浜が斎藤隆、西武が豊田清、ともに後年リリーフとして実績を残すこととなる両投手の先発となった。横浜は初回、安打で出塁した石井琢が二盗し、鈴木尚の適時打で先制という第1戦と同じパターン。5回には石井琢の本塁打、ローズの適時二塁打で3対0とし、7回には再び鈴木尚の適時打で4対0とした。斎藤隆は初回に無死1・3塁のピンチを迎えたが松井稼頭央を遊飛、鈴木健を三ゴロ併殺打に仕留め、結局3安打完封勝利を飾った。日本シリーズ初登板完封勝利は1990年第3戦の渡辺智男以来、8年ぶり史上9人目である。
公式記録関係（日本野球機構ページ）

### 第3戦
10月22日（木）　西武ドーム（試合開始 18:20～）　入場者31,599人
- 国歌斉唱 渡辺美里
- 始球式 里谷多英

|      | 1 | 2 | 3 | 4 | 5 | 6 | 7 | 8 | 9 | R | H | E |
| ---- | - | - | - | - | - | - | - | - | - | - | - | - |
| 横浜 | 0 | 0 | 0 | 1 | 0 | 0 | 1 | 0 | 0 | 2 | 8 | 1 |
| 西武 | 0 | 2 | 2 | 0 | 3 | 0 | 0 | 0 | X | 7 | 8 | 0 |

1. 横：三浦、福盛、戸叶、関口、横山 - 谷繁
2. 西：潮崎、橋本、デニー、竹下、西崎 - 中嶋
3. 勝利：潮崎（1勝）
4. 敗戦：三浦（1敗）
5. 本塁打
横：谷繁1号ソロ（7回・潮崎）
6. 審判
［球審］小林毅
［塁審］藤本・谷・永見
［外審］友寄・山本隆
7. 試合時間：3時間47分

再び雨で1日順延（屋根がつき全天候になったのは翌年の1999年から。）。舞台を西武ドームに移した第3戦、西武がベテランの潮崎哲也、横浜が三浦大輔の先発で始まった。西武は、第1戦、第2戦で横浜の機動力に翻弄された伊東勤に代えて強肩の中嶋聡を捕手に起用した。横浜は先頭の石井琢が四球で3試合連続の第1打席出塁だったが、潮崎が波留を併殺打に仕留め無失点で切り抜けた。シリーズ前に二段モーションを指摘されていた三浦は神経質になり、3回までに6四球を出す大乱調となり、結局3回1/3の4失点でKOとなった。三浦の後、さらに福盛和男、戸叶尚も合わせて5四球と乱れ、西武打線は5回までに7点を奪い試合を決めた。横浜の1試合11与四球はシリーズワースト記録で、潮崎は初回以外は石井琢を1度も出塁させず6回まで1失点の好投。7回一死から谷繁元信に本塁打を浴び、続く進藤達哉に安打を許したが小刻みな継投で西武が逃げ切った。なお、横浜は大洋時代の前回、日本シリーズに出場時には4戦全勝だったので、この試合が日本シリーズで球団史上初の敗戦となった。
公式記録関係（日本野球機構ページ）

### 第4戦
10月23日（金）　西武ドーム（試合開始 18:20～）　入場者31,685人
|      | 1 | 2 | 3 | 4 | 5 | 6 | 7 | 8 | 9 | R | H | E |
| ---- | - | - | - | - | - | - | - | - | - | - | - | - |
| 横浜 | 0 | 0 | 0 | 2 | 0 | 0 | 0 | 0 | 0 | 2 | 4 | 0 |
| 西武 | 0 | 2 | 0 | 0 | 0 | 2 | 0 | 0 | X | 4 | 7 | 0 |

1. 横：野村、島田、阿波野、横山 - 谷繁
2. 西：石井、橋本、西崎 - 中嶋
3. 勝利：石井（1勝）
4. セーブ：西崎（1S）
5. 敗戦：野村（1勝1敗）
6. 本塁打
横：鈴木尚1号2ラン（4回・石井）
西：中嶋1号2ラン（2回・野村）、マルティネス1号2ラン（6回・野村）
7. 審判
［球審］山本隆
［塁審］友寄・藤本・谷
［外審］五十嵐・井野
8. 試合時間：3時間15分

西武が石井貴、横浜が野村の先発で始まった。西武は2回、中嶋の2点本塁打で先制。しかし、横浜も4回に鈴木尚の2点本塁打で同点に追いついた。6回、ヒットで出塁した髙木大を一塁に置くと、4番マルティネスの2点本塁打で勝ち越し、野村をこの回でKOした。石井貴は9回途中まで2失点の好投。橋本、西崎幸広とつなぎ、第3戦に続いて西武が逃げ切り対戦成績を2勝2敗の五分とした。
公式記録関係（日本野球機構ページ）

### 第5戦
10月24日（土）　西武ドーム（試合開始 18:20～）　入場者31,756人
|      | 1 | 2 | 3 | 4 | 5 | 6 | 7 | 8 | 9 | R  | H  | E |
| ---- | - | - | - | - | - | - | - | - | - | -- | -- | - |
| 横浜 | 1 | 1 | 2 | 3 | 0 | 0 | 0 | 3 | 7 | 17 | 20 | 0 |
| 西武 | 0 | 0 | 1 | 1 | 0 | 0 | 0 | 3 | 0 | 5  | 11 | 0 |

1. 横：斎藤隆、五十嵐、佐々木 - 谷繁
2. 西：横田、森、竹下、新谷 - 中嶋、和田
3. 勝利：斎藤隆（2勝）
4. 敗戦：横田（1敗）
5. 本塁打
横：ローズ1号2ラン（9回・新谷）
西：鈴木健1号ソロ（8回・五十嵐）、ペンバートン1号2ラン（8回・五十嵐）
6. 審判
［球審］井野
［塁審］五十嵐・友寄・藤本
［外審］小林毅・永見
7. 試合時間：4時間15分

先発は西武がシリーズ初登板の横田久則、横浜が第2戦で完封勝利の斎藤隆。横浜は初回から4イニング連続得点で7点を奪い、横田を序盤でKO。8回にも3点を追加して10対2とほぼ勝負を決めた。西武も8回に代わった五十嵐英樹から3点を返したが横浜がさらに9回、代打の荒井幸雄のヒットを皮切りに集中打で7点を追加し17対5で圧勝した。なお、17点のうち本塁打による得点は9回ローズの2ランによる2点だけで、あとはすべて連打で奪った得点だった。
横浜の1試合20安打、12長打、9二塁打はシリーズ新記録に、2三塁打、17打点はタイ記録になった。
個人記録では佐伯の4長打がシリーズ新記録、鈴木尚の4得点がシリーズタイ記録だった。
一方8、9回に集中打を浴びた西武の新谷博も失点を重ねながら続投となり、1試合10失点、10自責点、9回の1イニング7失点、7自責点、6被安打というシリーズワースト記録（但しイニング被安打はタイ記録）を作る破目になってしまった。また、試合時間4時間15分は9イニングの試合としてシリーズ史上最長だった。
公式記録関係（日本野球機構ページ）

### 第6戦
10月26日（月） 横浜スタジアム（試合開始 18:40～）　入場者29,289人
|      | 1 | 2 | 3 | 4 | 5 | 6 | 7 | 8 | 9 | R | H | E |
| ---- | - | - | - | - | - | - | - | - | - | - | - | - |
| 西武 | 0 | 0 | 0 | 0 | 0 | 0 | 0 | 0 | 1 | 1 | 7 | 0 |
| 横浜 | 0 | 0 | 0 | 0 | 0 | 0 | 0 | 2 | X | 2 | 3 | 0 |

1. 西：西口 - 中嶋
2. 横：川村、阿波野、佐々木 - 谷繁
3. 勝利：阿波野（1勝）
4. セーブ：佐々木（1S）
5. 敗戦：西口（2敗）
6. 審判
［球審］永見
［塁審］小林毅・五十嵐・友寄
［外審］山本隆・谷
7. 試合時間：2時間59分

王手をかけた横浜の先発はこの年、シーズン開幕投手だったが後半戦1勝もできなかった川村、対する崖っぷちの西武の先発は病み上がりのエース西口で始まった。両チーム無得点で迎えた8回、横浜が四球と二塁手高木浩之の野選で迎えた好機に、駒田徳広の2点適時2塁打で先制した。
9回表の西武の攻撃に対して横浜はシーズン定石通り、抑えの佐々木をマウンドへ送り、佐々木は大塚の打球をレフトが拙守で3塁打とされ、中嶋の三塁ゴロは野選となり大塚が生還して1点差。続く一死一・二塁の場面で代打金村義明を二ゴロ併殺打に打ち取り日本一を決めた。8回途中に2番手で登板した阿波野が近鉄バファローズ時代の1989年第1戦以来の勝利投手で、日本シリーズ史上2人目の両リーグ勝利投手となった。横浜の権藤監督は現役時代中日の生え抜きだったため、今回の日本一により中日生え抜き初の日本一監督となった。

公式記録関係（日本野球機構ページ）

## 表彰選手
最高殊勲選手賞
- 鈴木尚典（横浜）

打率.480（25打数12安打）。第1戦・第2戦での先制適時打を含み8打点を記録。
敢闘選手賞
- 大塚光二（西武）

シリーズ新の6打席連続安打。打率.643（14打数9安打）。
優秀選手賞
- 駒田徳広（横浜）

日本一を決めた第6戦で決勝適時二塁打。
- 斎藤隆（横浜）

第2戦で完封、第5戦で7回2失点と好投し2勝0敗。防御率1.33。
- 石井琢朗（横浜）

打率.364（22打数8安打）、3盗塁で日本一に貢献。

## テレビ・ラジオ中継

### テレビ中継
- 第1戦：10月18日（日）
  - フジテレビ≪フジテレビ系列（26局ネット）≫

実況：三宅正治　解説：大矢明彦　ゲスト解説：石井一久（ヤクルト）　ゲスト：佐藤藍子
- 第2戦：10月19日（月）
  - TBSテレビ≪TBS系列（28局ネット）≫

実況：松下賢次　解説：田淵幸一　ゲスト解説：工藤公康（ダイエー）、川口和久（巨人を同年引退）
- 第3戦：10月22日（木）
  - テレビ朝日≪テレビ朝日系列（24局ネット）≫

実況：松井康真　解説：北別府学、荒木大輔　ゲスト解説：野村克也（翌年から阪神監督）
- 第4戦：10月23日（金）
  - TBSテレビ≪TBS系列（28局ネット）≫

実況：石川顕　解説：衣笠祥雄、牛島和彦　ゲスト解説：川崎憲次郎（ヤクルト）
- 第5戦：10月24日（土）
  - テレビ朝日≪テレビ朝日系列（24局ネット）≫

実況：国吉伸洋　解説：大下剛史、北別府学、荒木大輔　ゲスト解説：吉村禎章（巨人を同年引退）
- 第6戦：10月26日（月）
  - フジテレビ≪フジテレビ系列（26局ネット）≫

実況：野崎昌一　解説：高木豊、水野雄仁
レポーター:近藤雄介（横浜サイド）、松倉悦郎（西武サイド）、西山喜久恵（伊勢佐木町・松坂屋前）
放送時間:18:30 - 22:04（70分延長）
※第7戦はTBSテレビが中継する予定だった。
- このシリーズを通してNHK（総合テレビ及び衛星第1テレビ）のテレビ中継（録画も含めて）がなかった。これは、NHKにとって1953年の日本シリーズテレビ中継開始以後、初めてのことだった。
- この年はTBSテレビ制作分では「制作協力」、テレビ朝日制作分では「協力」として日本野球機構（NPB）がクレジットされていた。
- フジテレビの日本シリーズにおける横浜主管試合の中継はこの年の第6戦が最後である。

※関東地区での視聴率は（ビデオリサーチ調べ）、第1戦（フジテレビ系）は27.9%。第2戦（TBS系）は25.9%。 第3戦（テレビ朝日系）は20.9%。 第4戦（TBS系）は21.4%。 第5戦（テレビ朝日系）は24.7%。 第6戦（フジテレビ系）は29.9%だった。

### ラジオ放送
- 第1戦：10月18日（日）
  - NHKラジオ第1　解説：川上哲治　ゲスト解説：片岡篤史（日本ハム）
  - TBSラジオ（JRN）　実況：椎野茂　解説：衣笠祥雄　ゲスト解説：川崎憲次郎
  - 文化放送（…ラジオ大阪（OBC））　実況：菅野詩朗　解説：豊田泰光　ゲスト解説：小宮山悟（ロッテ）
  - ニッポン放送（NRN）　実況：栗村智　解説：江本孟紀　ゲスト解説：池山隆寛（ヤクルト）
  - ラジオ日本　解説：広岡達朗　ゲスト：赤瀬川隼
  - NACK5　実況:矢野吉彦
- 第2戦：10月19日（月）
  - NHKラジオ第1　解説：森祇晶　ゲスト解説：山本昌（中日）
  - TBSラジオ（JRN）　実況：林正浩　解説：張本勲　ゲスト解説：小宮山悟
  - 文化放送（NRN）　解説：豊田泰光　ゲスト解説：武田一浩（ダイエー）
  - ニッポン放送（…OBC）　実況：胡口和雄　解説：大矢明彦　ゲスト解説：野村克也
  - ラジオ日本　解説：高橋一三　ゲスト：高秀秀信（横浜市長）
  - NACK5 実況:長谷川太
- 第3戦：10月22日（木）
  - NHKラジオ第1　解説：大島康徳　ゲスト解説：伊東昭光（ヤクルトを同年引退）
  - TBSラジオ（JRN）　実況：石川顕 　解説：牛島和彦　ゲスト解説：工藤公康
  - 文化放送（…OBC）　解説：山崎裕之　ゲスト解説：落合博満
  - ニッポン放送（NRN）　実況：松本秀夫　解説：関根潤三　ゲスト解説：池山隆寛
  - ラジオ日本　解説：柴田勲　ゲスト：谷隼人（俳優）
  - NACK5 実況:矢野吉彦
- 第4戦：10月23日（金）
  - NHKラジオ第1　解説：原辰徳　ゲスト解説：工藤公康
  - TBSラジオ（JRN）　実況：初田啓介　解説：栗山英樹　ゲスト解説：川口和久
  - 文化放送（NRN）　実況:戸谷真人　解説：松原誠　ゲスト解説：渡辺久信（ヤクルト）
  - ニッポン放送（…OBC）　実況：小野浩慈　解説：江本孟紀　ゲスト解説：古田敦也（ヤクルト）
  - ラジオ日本　解説：江藤省三　ゲスト：渡部絵美
  - NACK5　実況：矢野吉彦
- 第5戦：10月24日（土）
  - NHKラジオ第1　解説：川上哲治、大島康徳
  - TBSラジオ（JRN）　実況：松下賢次　解説：定岡正二　ゲスト解説：工藤公康
  - 文化放送（…OBC）　解説：小川亨　ゲスト解説：大塚晶文（近鉄）
  - ニッポン放送（NRN）　実況：栗村智　解説：平松政次、大矢明彦
  - ラジオ日本　解説：有本義明　ゲスト：原田裕花
  - NACK5
- 第6戦：10月26日（月）
  - NHKラジオ第1　実況：高山典久　解説：森祇晶、大島康徳
  - TBSラジオ（JRN）　実況：林正浩　解説：牛島和彦、田淵幸一
  - 文化放送（NRN）　実況：鈴木光裕　解説：豊田泰光、松沼雅之
  - ニッポン放送（…OBC）　実況：深山計　解説：大久保博元　ゲスト解説：工藤公康
  - ラジオ日本　解説：平田翼　ゲスト：やくみつる
  - NACK5　実況：矢野吉彦